# Prix franco-allemand des secteurs culturels et créatifs
Le Prix franco-allemand des secteurs culturels et créatifs (anciennement Prix franco-allemand des industries créatives et culturelles) est un prix créé en 2013 sous le haut patronage des ministres français et allemand de l'Économie et de la Culture ainsi que du ministre plénipotentiaire fédéral pour la coopération culturelle franco-allemande à l’occasion du 50e anniversaire du traité de l'Élysée, traité bilatéral entre la République fédérale d'Allemagne et la République française signé au palais de l'Élysée le 22 janvier 1963 par le chancelier allemand Konrad Adenauer et le président français Charles de Gaulle,.
Il est porté par la Chambre franco-allemande de commerce et d'industrie /AHK Paris, en coopération avec le Goethe Institut Paris et l'Institut français d’Allemagne.

## Définition et enjeux des secteurs culturels et créatifs
Les secteurs culturels et créatifs réunissent neuf domaines : édition musicale, édition cinématographique, édition numérique, livre, médias, design, mode, commerces culturels / luxe, jeux vidéo. Ils ne cessent de gagner en importance avec aujourd’hui un chiffre d’affaires supérieur à ceux des secteurs par exemple de l'automobile ou de l'industrie chimique. L’Europe est le deuxième plus grand marché après l’Asie et constitue le troisième employeur en Europe. L’Allemagne et la France jouent un rôle fondamental en la matière. Étant les leaders européens dans les secteurs culturels et créatifs, ils participent à sa promotion et son développement. Ce leadership s’exprime dans ces deux pays par le volume d’activités et le nombre de personnes en tirant leur principale source de revenu. 
Les secteurs culturels et créatifs génèrent en France et en Allemagne plus de 1,5 million d'emplois répartis dans près de 600 000 entreprises. Dans l'hexagone, le chiffre d’affaires des secteurs culturels et créatifs est estimé à environ 44,5 milliards d’euros et le nombre de personnes y étant employées s’élève à plus 550 000. En Allemagne, le secteur créatif et culturel a une valeur ajoutée au PIB de 98,8 milliards d’euros et génère 1 117 000 emplois.

## Le prix
Le prix franco-allemand des secteurs culturels et créatifs a été déclaré axe majeur de la coopération entre la France et l’Allemagne en 2017. Il est porté par la  Chambre franco-allemande de commerce et d'industrie, par Morgen (le laboratoire d'analyses franco-allemandes de l'École de Droit et Management de l'université Paris 2), l'Institut français d'Allemagne et l'antenne française du Goethe Institut. 
Le prix a pour finalité de promouvoir la coopération entre les entreprises françaises et allemandes. Il récompense les individus, entreprises et institutions qui se sont distinguées à l’occasion d’opérations franco-allemandes dans l'un des neuf secteurs culturels et créatifs ,.
Le prix franco-allemand des secteurs culturels et créatifs est attribué tous les deux ans par un jury composé de personnalités françaises et allemandes de ces secteurs. Les lauréats sont dévoilés au grand public et récompensés lors d’une cérémonie officielle à Paris. Le prix a été décerné quatre fois depuis sa création en 2013, 2015, 2017 et 2019. Ces cérémonies ont permis de couronner sept projets parmi plus de 275 candidats. .
Des prix spéciaux sont également décernés par le jury.

## La participation au prix
Pour pouvoir être candidat au prix, le candidat doit être porteur d’un projet récent (réalisé ou en cours de réalisation) avec une dimension franco-allemande dans l’un des neuf secteurs culturels et créatifs. Les candidats sont sélectionnés soit sur candidature spontanée adressée à la Chambre franco-allemande de commerce et d'industrie, soit par le jury lui-même.

## Le jury
Le jury est composé de professionnels de divers horizons. Il est présidé par le professeur Jérôme Duval-Hamel et co-présidé par Katrin Gaertner. 
Les conseillers culturels français et allemand sont vice-présidents du Prix. 
Les membres actuels du jury sont : Jérôme Duval-Hamel, Katrin Gaertner, Anne Durupty, Catherine Briat,  Bruno Julliard, Pierre Kupferman, Alain-Dominique Perrin, Guillaume Prous, Hanna Schygulla, Sabine Syfuss-Arnaud et Georges-Philippe Vallois. 

## Les lauréats

### Lauréats 2013
En 2013, les lauréats sont Augustin Teboul d’une part et Studiocanal & Tandem Communications d’autre part ,. 
Augustin Teboul est un tandem de créatrices de modes composé de la créatrice allemande Annelie Augustin et de la créatrice française Odély Teboul. Les deux jeunes femmes - travaillant à Berlin et à Paris - proposaient un concept à mi-chemin entre le prêt-à-porter et la haute couture, le franco-allemand étant au cœur de leur inspiration. 
Le projet Studiocanal & Tandem Communications fut également récompensé en 2013. En effet, grâce à l’acquisition des entreprises allemandes Kinowelt et Tandem Communications, Studiocanal est devenu un leader européen du cinéma et des séries télévisées, ce qui a permis la production de séries à succès, telles que Crossing Lines (une coproduction franco-allemande). 

### Lauréats 2015
En 2015, es lauréats sont le Comité Colbert & Meisterkreis, le Forum d’Avignon & Forum d’Avignon@Ruhr et Le Buveur d’Encre & TintenTrinker Verlag,.  Tout d’abord, c’est le Comité Colbert & Meisterkreis qui fut récompensé. Il s’agit de deux organisations professionnelles française et allemande représentant les acteurs du secteur du luxe. Celles-ci ont développé une coopération et piloté de  nombreux projets franco-allemands. Ils ont en effet participé à la formation conjointe de jeunes créateurs, renforcé la coopération entre institutions éducatives, soutenu des jeunes talents des deux pays, promu les patrimoines culturels français et allemand et soutenu des programmes de lutte contre la contrefaçon.  
Furent également récompensés la même année le Forum d’Avignon & Forum d’Avignon@Ruhr. Le Forum d’Avignon est un laboratoire d’expertises pour les secteurs culturels. Il a développé une réelle dimension franco-allemande notamment à travers la création de son entité-sœur, le Forum d’Avignon@Ruhr. Ces deux Forums contribuent au développement des secteurs culturels notamment au travers de leurs publications stratégiques. Ils organisent également annuellement des rencontres internationales, nourrissant ainsi la coopération franco-allemande dans le domaine des secteurs culturels et créatifs en permettant des échanges entre les acteurs du domaine.  
Enfin, le prix fut remis à Le Buveur d’Encre & TintenTrinker Verlag. Il s’agit de deux maisons d’éditions associées. Le Buveur d’Encre - éditeur français à Paris – est créé en 2001 par Grégoire Cazier. TintenTrinker Verlag fut créé à Köln par la politologue Julie Cazier. Les deux maisons sont à l’origine d’une cinquantaine de publications jeunesse à dimension multiculturelle et franco-allemande. Ces éditeurs ont également produit une bande dessinée, Carnets 14-18 : quatre histoires de France et d’Allemagne, qui fut finaliste du prix littéraire des jeunes (Jugend Literaturpreis),.

### Lauréat 2017
En 2017, le prix a été remis à la start-up franco-allemande Panthea, entreprise de surtitrage pour le théâtre et l'opéra. Le surtitrage consiste à projeter des traductions au-dessus d'une scène lors d'un spectacle de théâtre ou d'opéra en synchronisation avec les acteurs. Cela permet entre autres à des personnes souffrant d'un handicap ou à des visiteurs étrangers d'assister à un spectacle. Panthea est le partenaire de l'Opéra national de Paris, du Staatsoper Unter den Linden de Berlin ou encore du Festival d'Avignon. Panthea propose également une offre commerciale sur lunettes connectées.

### Lauréat 2019
Le prix franco-allemand des secteurs culturels et créatifs a été remis à Sebastian Herkner à l’occasion du Designer of the year / Maison & Objet à Paris. La nomination d'un designer allemand pour l'édition 2019 du prix a une résonance particulière puisque la France et l'Allemagne célèbrent cette année le centenaire du Bauhaus, mouvement pionnier du design. Lors de son discours de remise du prix, Jérôme Duval-Hamel, président du jury, souligne l'inspiration multiculturelle et franco-allemande du travail de Sebastian Herkner ainsi que la qualité de ses projets : « Il nous prouve que les formes utiles sont belles et que les formes belles sont utiles ».

### Lauréats 2020[16]
L'édition 2020 du prix franco-allemand des secteurs culturels et créatifs a distingué deux lauréats.  
Le Prix de la Personnalité de l’année a été remis à Florian Drücke, Président-directeur général de l’Association fédérale de l’industrie musicale et coprésident depuis 2018 du Haut Conseil culturel franco-allemand (HCCFA). 
Le Prix de l’Economie culturelle et solidaire a été remis à Bibliothèques Sans Frontières (BSF) qui a pour mission de renforcer l’accès aux bibliothèques, à l’information et à l’éducation, des populations vulnérables peu connectées à internet, en particulier les réfugiés. Bibliothèques Sans Frontières a développé une solution en partenariat avec la plateforme de formation allemande Kiron, en créant des cartes SD intégrant le système de formation numérique, permettant ainsi aux utilisateurs de bénéficier de centaines d’heures de formation, sans consommer la moindre donnée. 